# Ctenochira pectoralis
Ctenochira pectoralis là một loài tò vò trong họ Ichneumonidae.